# Wessam Abou Ali
Wessam Abou Ali (født 4. januar 1999 i Gug) er en dansk fodboldspiller, der spiller for amerikanske Columbus Crew.

## Klubkarriere
Abou Ali startede med at spille fodbold i en alder af fem år i B52/Aalborg Fodbold Club. Her spillede han i seks år, inden han i 2010 som U/11-spiller skiftede til AaB.

### AaB
Han blev topscorer for AaB i U/17 Ligaen 2015-16 med 15 mål, hvilket kun blev overgået af Jonas Wind fra F.C. København. Mens han spillede for U/17-holdet, var han ydermere anfører. I den efterfølgende sæson, hvor Abou Ali var blevet en del af AaB's U/19 Liga-trup, scorede han otte mål.
Han deltog sammen med U/19-tvillingerne Oliver Klitten og Lukas Klitten på Superligatruppens træningslejr i Spanien i slutningen af januar 2018. På denne tur scorede han blandt andet to mål mod japanske Shonan Bellmare. Den 8. februar 2018 blev det offentliggjort, at Abou Ali blev en permanent del af AaB's førsteholdstrup i en alder af 19 år, efter at han gennem vinterstarten havde trænet fast med førsteholdstruppen. Han skrev under på en fireårig aftale, så parterne havde papir på hinanden frem til udgangen af 2021.
Han fik sin debut i Superligaen som 19-årig den 5. marts 2018, da han blev skiftet ind i det 85. minut i stedet for Jannik Pohl i en 1-1-kamp mod AC Horsens. Han scorede sit første mål i sin fjerde Superligakamp i det 77. minut i 3-3-kampen mod FC Midtjylland den 22. april 2018, hvor han blev skiftet ind i det 55. minut i stedet for Pavol Safranko.
Han blev den 23. august 2019 udlejet til Vendsyssel F.F., der spillede i 1. division, for resten af 2019. Ifølge sportsdirektør Allan Gaarde var konkurrence i angrebet og heraf mindre spilletid, der gjorde udslaget for, at Abou Ali kunne få mere spilletid ved at blive udlejet. For holdet fik han sin debut den efterfølgende dag, da han startede inde og spillede 90 minutter i et 3-0-nederlag ude til Næstved Boldklub.
Hans lejekontrakt med Vendsyssel F.F. var egentlig stoppet ved udgangen af 2019, men i midten af december 2019 blev det offentliggjort, at parterne havde forlænget lejeaftalen frem til sommeren 2020.

### Silkeborg IF
Det blev den 8. september 2020 offentliggjort, at Silkeborg IF havde købt Ali fri af AaB,hvor han havde lang vej til spilletid. Han skrev under på en kontrakt gældende frem til udgangen af 2024.

## Landsholdskarriere
Han fik sin debut for et landshold under Dansk Boldspil-Union den 10. februar 2016 for U/17-fodboldlandsholdet mod Frankrig, en kamp, som Danmark tabte med 1-3. Her blev han skiftet ind i det 54. minut i stedet for Jeppe Okkels. To dage senere optrådte han atter for landsholdet, da Danmark igen tabte til Frankrig. Denne gang startede han inde og spillede de første 41 minutter, inden han blev erstattet af Jens Odgaard. Han optrådte yderligere en gang for U/17-landsholdet den 6. maj 2016.
Han fik sin debut for U/18-landsholdet den 4. september 2016, hvor han startede inde og spillede de første 29 minutter, inden han blev skiftet ud til fordel for Andreas Poulsen. Det blev til yderligere tre kampe for U/17-landsholdet i løbet af 2016 og 2017 (to kampe i startopstillingen, en gang som indskifter).
Sammen med holdkammeraten Oliver Klitten blev han første gang udtaget til U/19-landsholdet den 18. april 2018. Han fik sin debut herfor den 25. april. Han startede inde og scorede kampens første mål i en kamp mod Holland, som endte 2-2. Det var samtidig hans første mål for et dansk landshold.